# Scleroptilum grandiflorum
Scleroptilum grandiflorum är en korallart som beskrevs av Rudolf Albert von Kölliker 1880. Scleroptilum grandiflorum ingår i släktet Scleroptilum och familjen Scleroptilidae. Inga underarter finns listade i Catalogue of Life.